# Roberto Capparelli
Roberto Capparelli Coringrato (* 18. November 1923 in Argentinien; † 2000) war ein argentinisch-bolivianischer Fußballspieler. Der Stürmer nahm mit der bolivianischen Nationalmannschaft an der Fußball-Weltmeisterschaft 1950 teil. 

## Karriere

### Verein
Roberto Capparelli begann seine Karriere 1946 bei The Strongest und gewann in seinem Debütjahr die Meisterschaft von La Paz. 1948 wurde er an den Ligakonkurrenten CD Litoral verliehen, mit dem er am Campeonato Sudamericano de Campeones, einem inoffiziellen Vorläufer der Copa Libertadores, teilnahm. Dort wurde er mit sieben Treffern Torschützenkönig. 1949 kehrte er zu The Strongest zurück und beendete dort 1951 seine Karriere.

### Nationalmannschaft
Capparelli bestritt in der Nationalmannschaft sein einziges Spiel bei der Weltmeisterschaft in Brasilien, nachdem er eingebürgert worden war. Dort kam er im einzigen Spiel Boliviens bei der 0:8-Niederlage gegen den späteren Weltmeister Uruguay zum Einsatz.

## Erfolge
The Strongest
- Campeonato de la LPFA: 1946

Litoral
- Campeonato de la LPFA: 1948